# Stenostomum glandulosum
Stenostomum glandulosum är en plattmaskart. Stenostomum glandulosum ingår i släktet Stenostomum och familjen Stenostomidae. Inga underarter finns listade i Catalogue of Life.